# Keskijärvi (sjö i Finland, Lappland, lat 66,75, long 26,68)
Keskijärvi är en sjö i Finland. Den ligger i kommunen Kemijärvi i landskapet Lappland, i den norra delen av landet, 700 km norr om huvudstaden Helsingfors. Keskijärvi ligger 186,3 meter över havet. Den ligger vid sjön Purnujärvi. Den är 5,8 meter djup. Arean är 1,2 kvadratkilometer och strandlinjen är 9,38 kilometer lång. Sjön  ingår i Kemi älvs huvudavrinningsområde. 